# Lester Randolph Ford junior
Ne doit pas être confondu avec Lester Randolph Ford.
Lester Randolph Ford junior (né le 23 septembre 1927 à Houston et mort le 26 février 2017) est un mathématicien américain spécialiste des problèmes des réseaux de transport. Il est le fils du mathématicien Lester R. Ford senior.
Il est connu pour sa contribution au problème de flot maximum : 
le théorème flot-max/coupe-min sur le problème de flot maximum et l'algorithme de Ford-Fulkerson  pour le résoudre paraissent dans des rapports techniques en 1954 resp. 1955 et dans un périodique public en 1956 resp. 1957
,
,.
Ford a également conçu, avec Richard Bellman et Samuel End, un algorithme pour déterminer les plus courts chemins dans un graphe dont les arcs peuvent avoir des poids négatifs. Cet algorithme s'appelle maintenant l'algorithme de Bellman-Ford.
En 1959, il publie avec Selmer M. Johnson (en) un algorithme de tri par comparaisons appelé algorithme de Ford-Johnson. Vingt ans plus tard seulement, il a été prouvé que cet algorithme n'est pas optimal en ce qui concerne le nombre minimum de comparaisons à effectuer,, même s'il est le meilleur pour de petites valeurs.
Lester Ford et Selmer Johnson ont tous deux travaillé à la RAND Corporation.